# Liste der Flüsse in Guinea

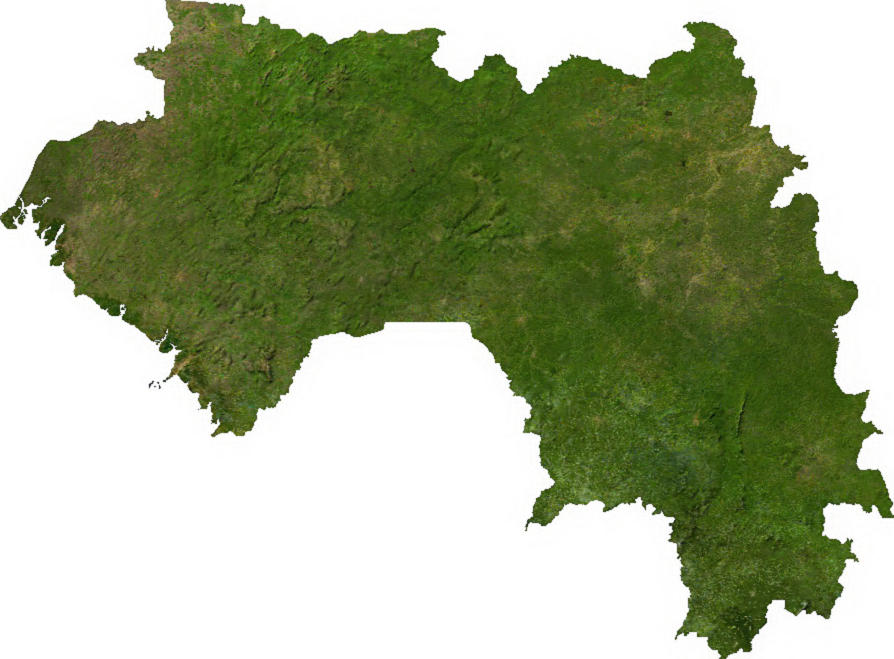
Die Vegetationsverteilung im Guinea

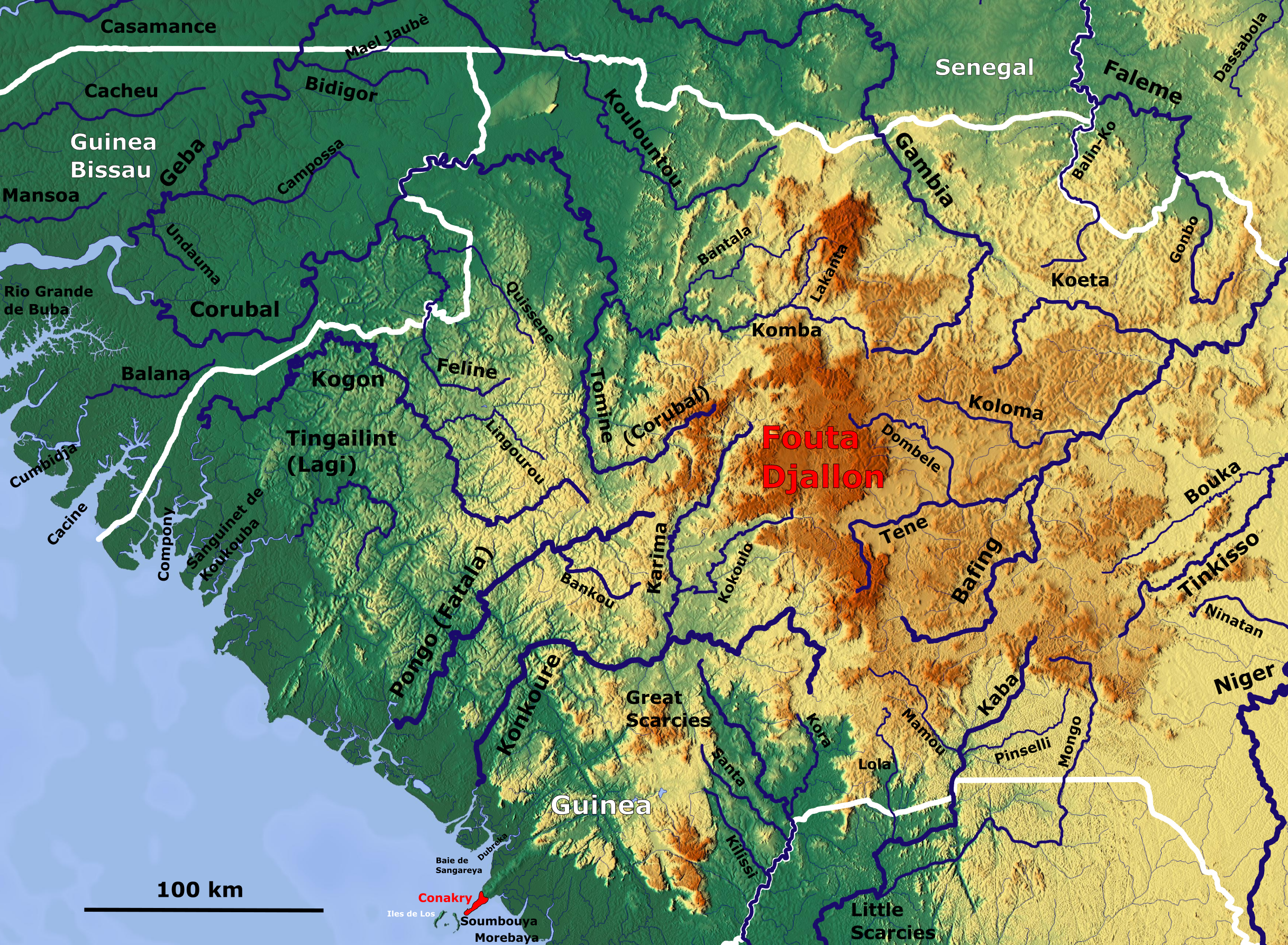
Karte des Fouta Djallon mit den wichtigsten Flüssen

Dies ist eine Liste der Flüsse in Guinea. In dem niederschlagsreichen Guinea liegen die Quellgebiete mehrerer großer afrikanischer Flüsse. Das Einzugsgebiet des Niger nimmt mit 97.780 km² knapp 40 % der Landesfläche ein. Der Fluss Gambia entspringt in Guinea und auch der Senegal hat seine Quellflüsse hier. Beide entwässern das Fouta Djallon im Norden des Landes. Der Süden des Landes entwässert über die Nachbarstaaten Sierra Leone, Liberia und Elfenbeinküste in dortige Flusssysteme in den Atlantik. Der Westen über entsprechende Küstenflüsse und Guinea-Bissau.

## Niger

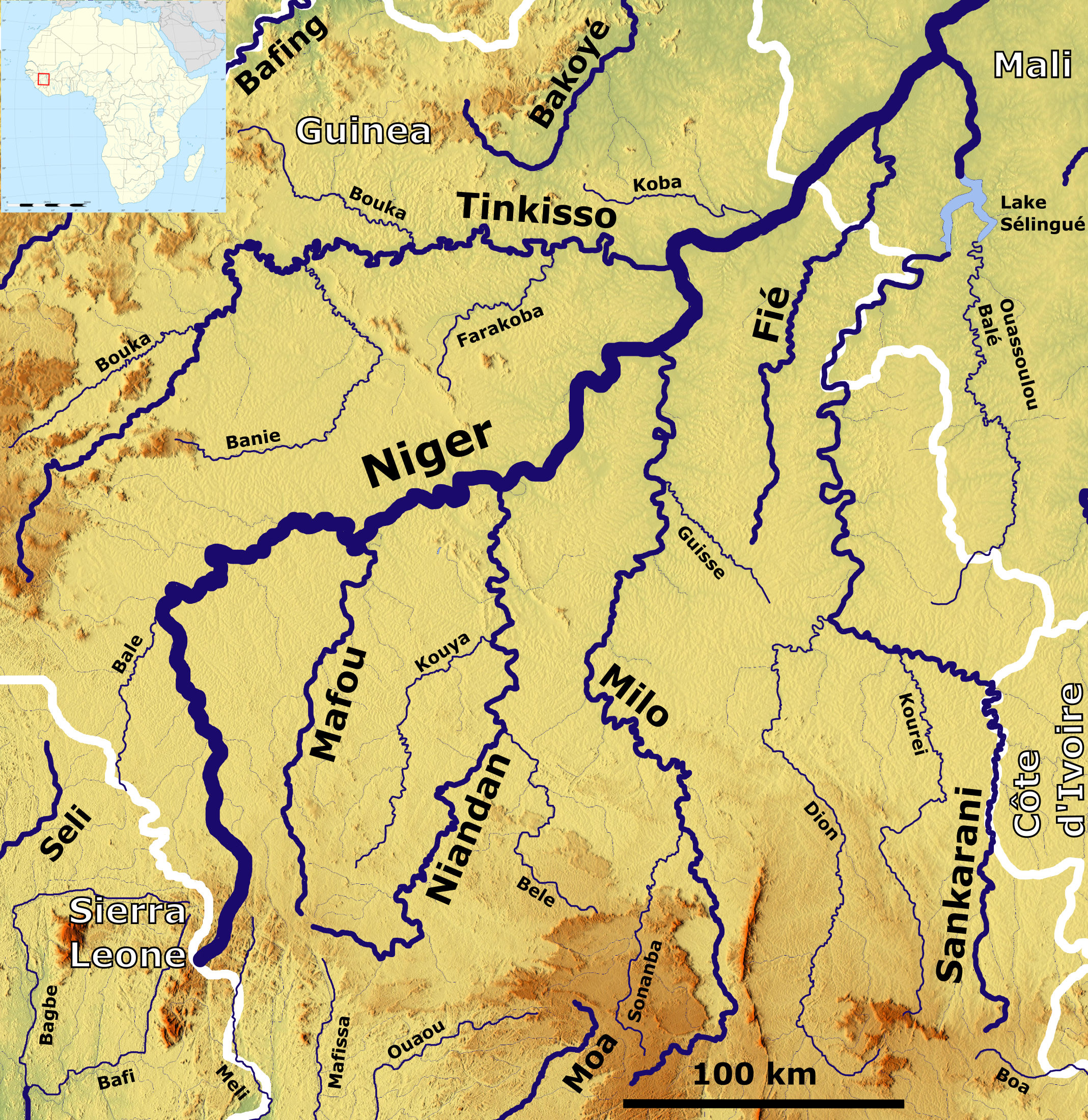
Der Niger in Guinea mit seinen Zuflüssen

- Bale
- Mafou
- Niandan
  - Kouya
  - Bele
- Milo
  - Sonanba
  - Guisse
- Tinkisso
  - Bouka
  - Banie
  - Bouka
  - Farakoba
- Koba
- Fié
- Sankarani (Gbanhala, Gouala)
  - Kourou Kellé
  - Koulaï
  - Dion
  - Ouassoulou-Balé (Bale River)
- Ninatan

## Senegal(Senegal)

Einzugsgebiet des Senegal

- Falémé (Gonbo)
  - Balin-Ko
  - Koïla Kabé
    - Domou
- Bafing
  - Kokoun
  - Téné
    - Dombele

  - Koloma
  - Koeta
- Bakoye
  - Kokoro

## Gambia(Dimma, Fura)

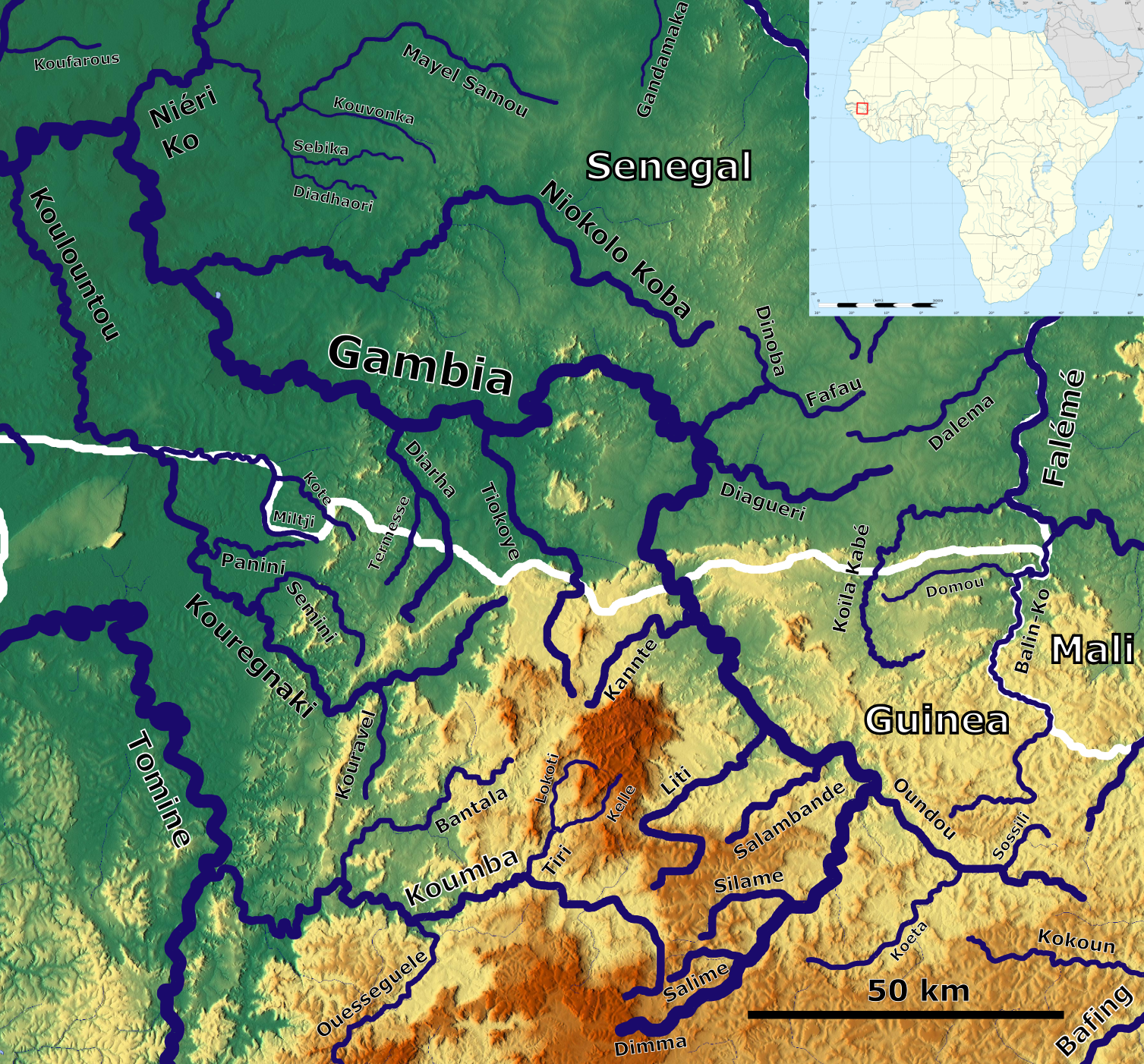
Der Oberlauf des Gambia

- Salime
- Silame
- Oundou
  - Sossili
  - Koeta
- Salambande
- Litti
- Kannte
- Tiokoye
- Diarha
  - Termesse
- Koulountou

## Über Guinea-Bissau
- Geba
  - Rio Corubal (Koliba, Tominé)
    - Komba (Koumba)
      - Tiri
        - Lakanta
        - Kelle

      - Ouesseguele
      - Bantala

    - Feline
      - Quissene

## Küstenflüsse Guinea

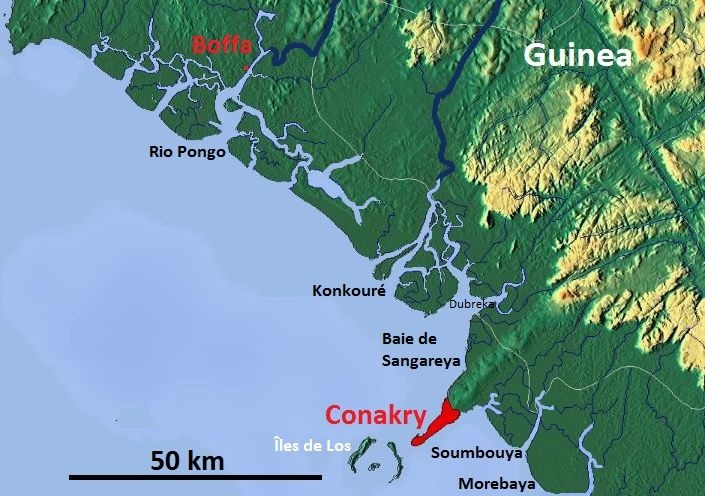
Teil der Küste Guineas

(Von Nord nach Süd)
- Kogon (Compony River)
  - Lingourou
- Rio Nunez
- Rio Pongo (Fatala River)
- Konkouré
  - Badi
    - Bassika

  - Kakrima
    - Kokoulo
- Dubreka
  - Soumba
- Soumbouya
- Morebaya
- Forécariah
- Mellacoree

## Über Sierra Lione
- Great Scarcies (Kolenté)
- Little Scarcies (Kaba)
  - Mongo
  - Mamou
  - Pinselli
- Mao (Makona)
  - Ouaou
  - Mafissa
  - Meli
    - Malo

## Über Liberia
- Lofa
  - Lawa
- Saint Paul River (Nianda)
  - Mounie
  - Via
- Saint John River (Mani)
  - Yaa
  - Gbolo
  - Sewa

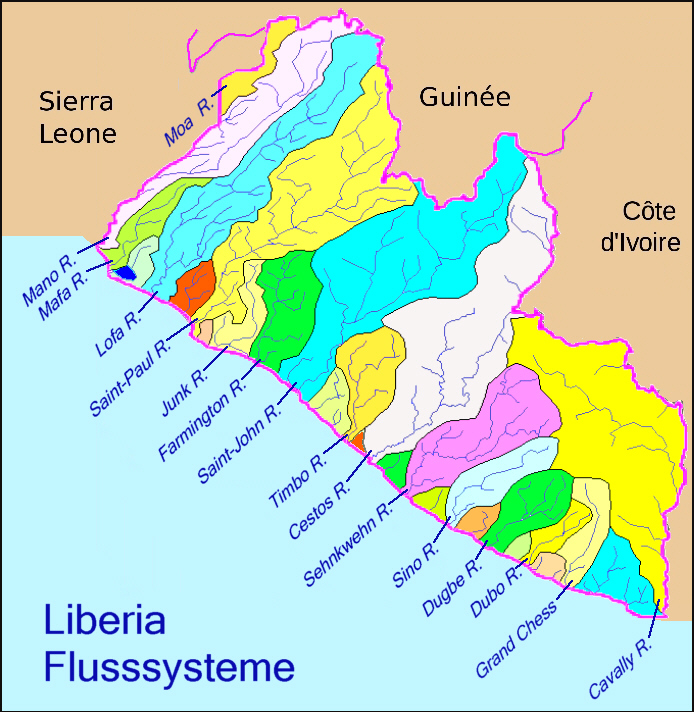
Die Flusssysteme Liberias

- Cavally (über Liberia und Elfenbeinküste)

## Sassandra(Elfenbeinküste)
- - Gouan (Südlicher Bafing)
  - Férédougouba (Bagbe)

## Einzugsgebietsaufteilung des Landes
Im Folgenden sind die Einzugsgebiete Guineas tabellarisch aufgeführt.
| Fluss                  | Anteil der Landesfläche in [km²] | Prozent der Landesfläche | Einzugsgebiet gesamt in [km²] | Prozent des Einzugsgebiets |
| ---------------------- | -------------------------------- | ------------------------ | ----------------------------- | -------------------------- |
| Kayanga/Geba           | 20                               | 0,0                      | 15.000                        | 0,1                        |
| Cogon                  | 8502                             | 3,5                      | 9297                          | 91,4                       |
| Tinguilinta/Nunez      | 5031                             | 2,0                      | 5031                          | 100                        |
| Kapatchez              | 2906                             | 1,2                      | 2906                          | 100                        |
| Fatala                 | 6092                             | 2,5                      | 6092                          | 100                        |
| Konkoure               | 18.692                           | 7,6                      | 18.692                        | 100                        |
| Forecariah/Bofon       | 2226                             | 0,9                      | 2226                          | 100                        |
| Mellakoue              | 1049                             | 0,4                      | 1049                          | 100                        |
| Kolente/Great Scarcies | 5178                             | 2,1                      | 8303                          | 62,4                       |
| Koliba/Korrubal        | 18.122                           | 7,4                      | 26.611                        | 68,1                       |
| Gambie                 | 12.038                           | 4,9                      | 77.054                        | 15,6                       |
| Senegal                | 28.972                           | 11,8                     | 483.181                       | 6,0                        |
| Kaba/Little Scarcies   | 5427                             | 2,2                      | 18.955                        | 28,6                       |
| Niger                  | 97.168                           | 39,5                     | 2.261.000                     | 4,3                        |
| Sassandra              | 10.839                           | 4,4                      | 74.500                        | 14,5                       |
| Cavaly                 | 2116                             | 0,9                      | 30.277                        | 7,0                        |
| Mani/St John           | 2506                             | 1,0                      | 16.930                        | 14,8                       |
| Diani/St Paul          | 9333                             | 3,8                      | 20.281                        | 46,0                       |
| Loffa                  | 1684                             | 0,7                      | 10.612                        | 15,9                       |
| Makona/Moa             | 8384                             | 3,4                      | 19.835                        | 42,3                       |
| Mano                   | 10                               | 0,0                      | 7520                          | 0,1                        |
| Gesamt                 | 246.295                          | 100                      |                               |                            |